# Albert Ellis
Albert Ellis (27. září 1913 Pittsburgh – 24. července 2007 New York) byl americký psycholog a sexuolog židovského původu. Proslul především vyvinutím tzv. racionálně-emotivní behaviorální terapie, známé pod zkratkou REBT (Rational Emotive Behavior Therapy), která tvoří pilíř širšího proudu kognitivně behaviorální terapie. Je spolu s rogersovskou terapií a psychoanalýzou považována za nejvlivnější psychoterapii 20. století.

## Od psychoanalýzy k REBT
Vyšel z psychoanalytických pozic, ovlivnily ho texty Karen Horneyové a Harry Stack Sullivana, v 50. letech však začal svůj terapeutický přístup pozměňovat, mimo jiné i pod vlivem generální sémantiky Alfreda Korzybského. Hovořil nejprve o „racionální terapii", neboť chtěl pacienty přivádět k pochopení svých iracionálních postojů a pomoci je nahradit racionálními konstrukty.
| „              | Co tím myslíte, že nedokážete žít bez lásky? – To je blbost. Láska se v životě vyskytuje vzácně, a když budete kňourat nad její zcela normální absencí, způsobujete si tu depresi sám. Tím neustálým „měl bych“ se jen trápíte. Přestaňte s tím! | “ |
| — Albert Ellis | |   |

Později svůj přístup rozšířil, přidával koncepty kognitivní teorie i behaviorismu, a s tím měnil v postupných krocích i název pro svou terapii, finální podoba pochází z 90. let. Hlavní zásady své terapie shrnul v klíčové práci How to Live with a Neurotic z roku 1959.

## Sex bez viny
Ve chvíli, kdy dovršoval své klíčové dílo, nicméně obrátil svou pozornost novým směrem, k sexuologii. Roku 1958 vydal slavnou knihu Sex Without Guilt (Sex bez viny), která se stala symbolem liberálního a humanistického přístupu k sexualitě. Podle něj pornografie a na druhé straně neurotická forma náboženské morálky ničí sexuální prožitek a ničí emoční (vztahový) život. Náboženství je v knize přímo označováno za příčinu psychických potíží a ateismus za předpoklad duševního zdraví. Tyto teze, pod tlakem velké kritiky, později mírnil. Ellis sám byl ateistou, nicméně zdůrazňoval, že zastávání ateistických postojů není podmínkou pro provádění či úspěšné absolvování racionálně-emotivní behaviorální terapie.

## Zdravotní stav
Od 40. roku měl diabetes. V posledních letech života se mu výrazně zhoršovalo zdraví, ohluchl a ztrácel zrak. Zdravotní potíže stoicky snášel.

### České překlady
- Člověče, neboj se, Praha, Nakladatelství Lidové noviny 2001.
- Trénink emocí, Praha, Portál 2002, 2010 (angl. How to Stubbornly Refuse to Make Yourself Miserable About Anything - Yes, Anything!), ISBN 978-80-7367-719-0
- Racionálně emoční behaviorální terapie, Praha, Portál 2005. ISBN 80-7178-947-X